# Familia Tęczyński

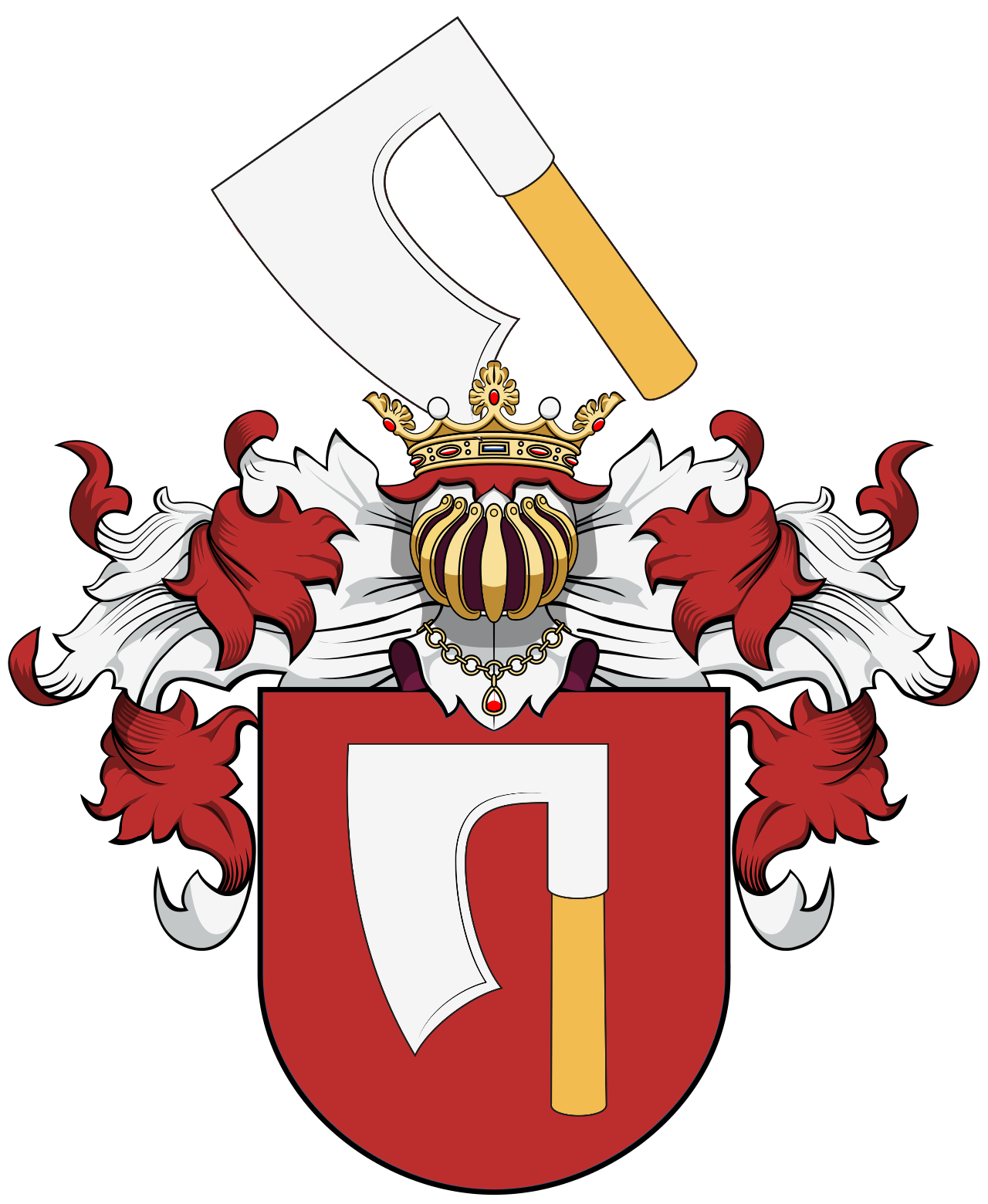
Escudo de armas de Topór, utilizado por la familia Tęczyński.

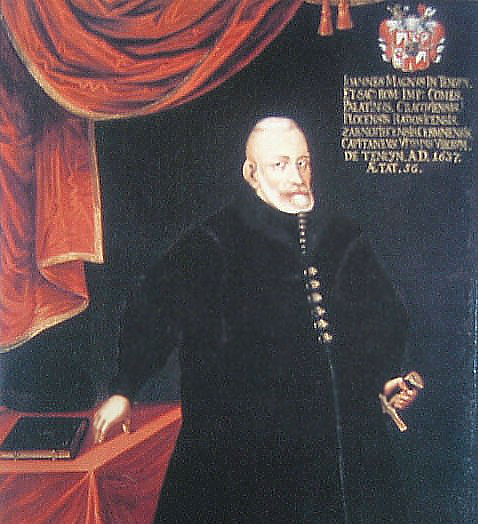
Jan Magnus Tęczyński, último miembro de la familia Tęczyński.

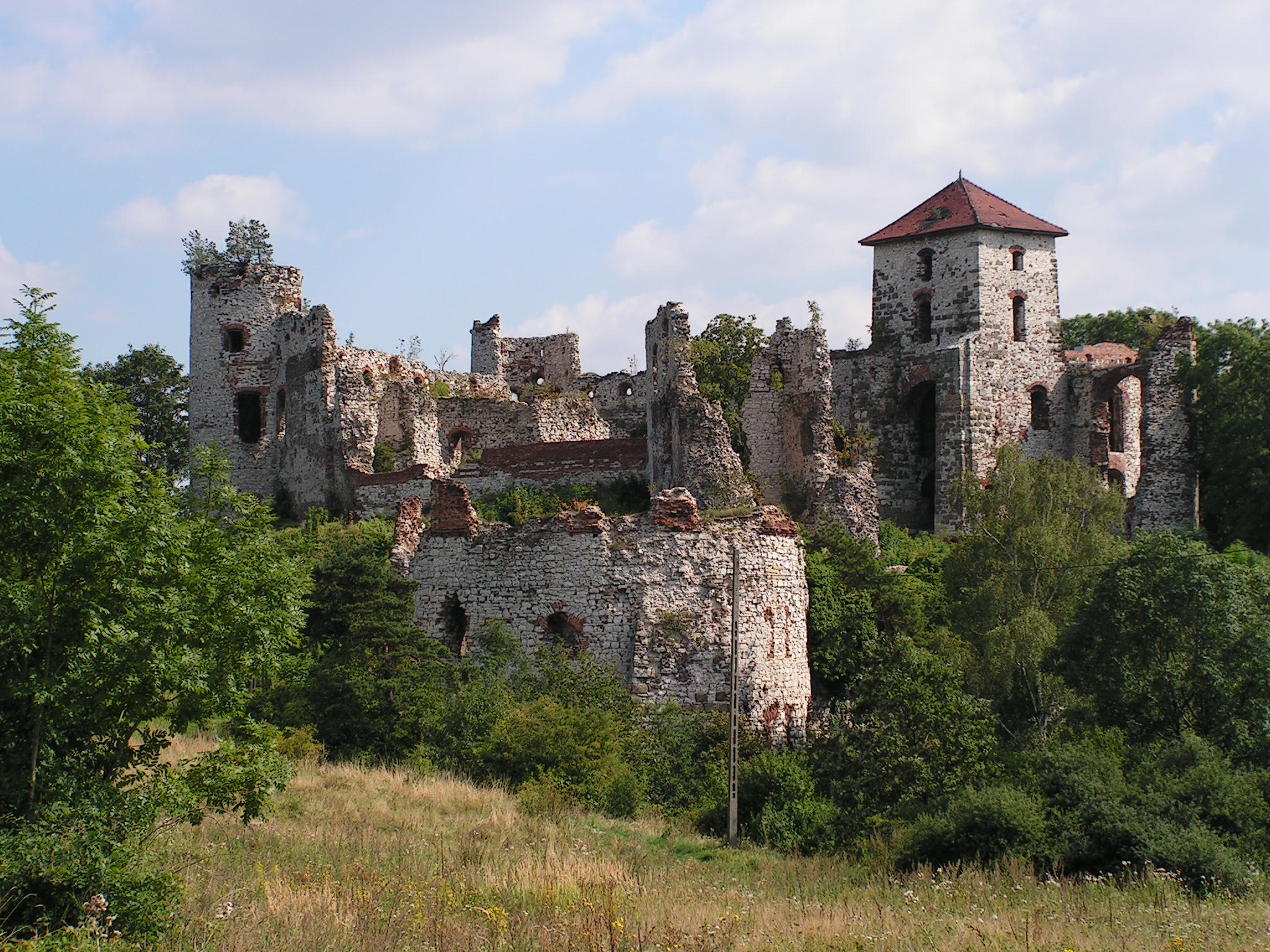
Ruinas del Castillo Tęczyn, en Rudno.

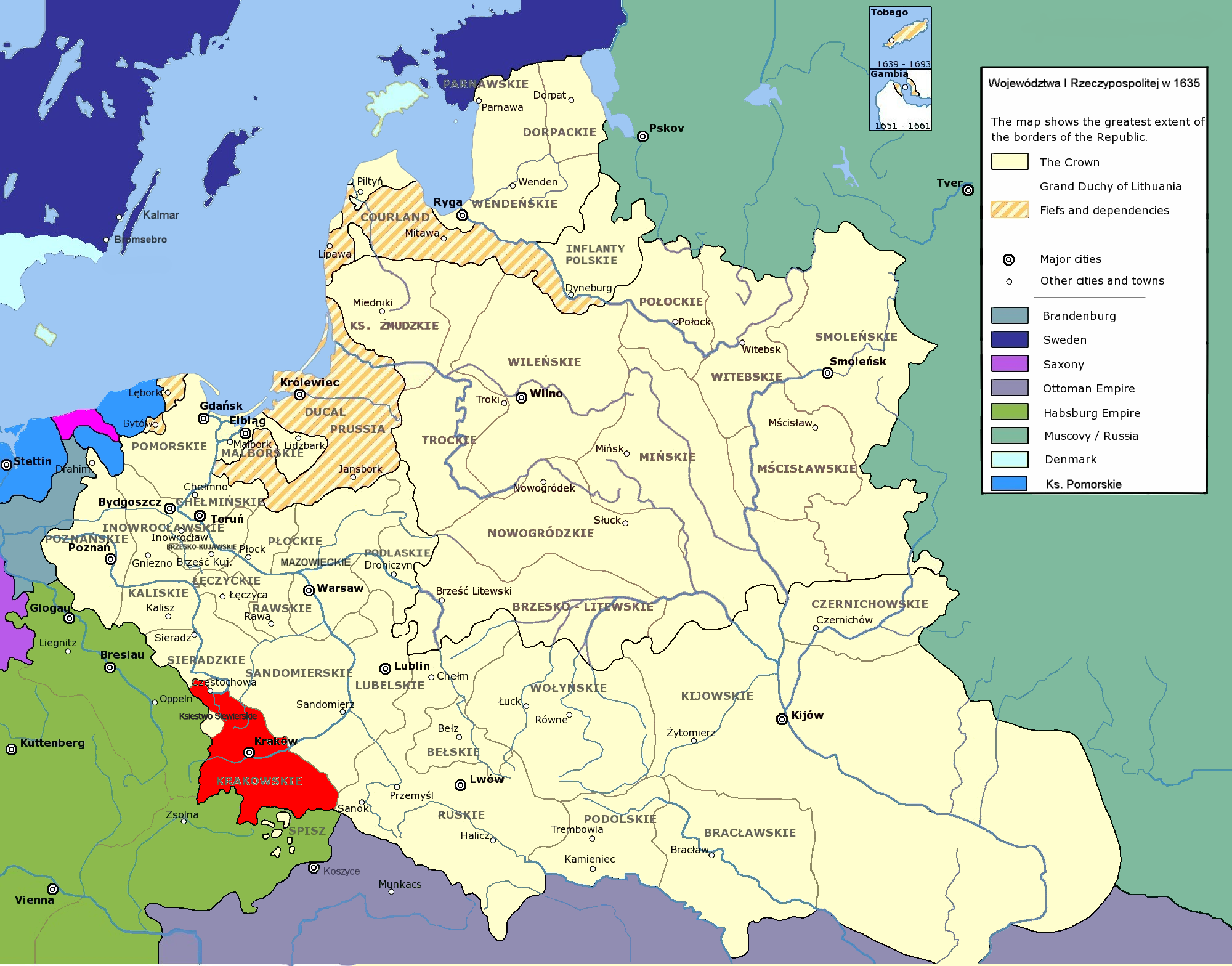
Voivodato de Cracovia en la Mancomunidad de Polonia-Lituania - terrenos con un fuerte dominio de la familia Tęczyński.

La familia Tęczyński fue una poderosa familia de la nobleza (szlachta) del Reino de Polonia, durante un periodo que comprende el final de la Dinastía Piasta, la Dinastía Jagellón y las primeras décadas de la Mancomunidad de Polonia-Lituania (siglos XIV-XVII). Fue una familia influyente en la Pequeña Polonia (Małopolska), y estuvo activa en el contexto político de la Polonia de su tiempo.
La familia utilizó el escudo de armas de Topór.

## Historia e influencia de la familia
Según una leyenda, el origen de la familia se remonta al magnate  del siglo XII Sieciech, o incluso a personalidades anteriores que eran supuestamente poderosos "príncipes" antes de la creación del Estado de Polonia por Mieszko I. Según la historiografía, el primer miembro de la familia del que se tiene constancia es Nawój z Morawicy (f. 1331), castellano de Cracovia, quien cimentó la grandeza de la dinastía. Su hijo Andrzej Tęczyński (f. 1369), voivoda de Cracovia, comenzó la construcción del castillo familiar, que prosiguieron sus descendientes. Jan Tęczyński (f. 1405), starosta y castellano de Cracovia, fue uno de los principales consejeros del primer rey de Polonia de la dinastía Jagellón, Vladislao II. Jan Tęczyński (f. 1470), castellano de Cracovia y voivoda de Cracovia y Lublin, estuvo considerado uno de los dos magnates más importantes de la Polonia de su tiempo (el otro era el cardenal Zbigniew Oleśnicki). Andrzej Tęczyński (f. 1536), castellano de Cracovia y voivoda de Cracovia, Lublin y Sandomierz, recibió del Emperador del Sacro Imperio Romano Germánico un título hereditario de conde en 1527.
La familia tenía muchas propiedades, la mayoría en la Pequeña Polonia, en el Voivodato de Cracovia, incluyendo un extenso latifundio cerca de Cracovia. Varios de sus miembros ocuparon los cargos de castellano de Cracovia y voivoda de Cracovia. La familia, considerada entre los siglos XIV y XVII una de las más importantes de la Pequeña Polonia, perdió influencia tras la muerte de su último miembro varón, Jan Magnus Tęczyński, en 1637.

## Castillo de Tenczyn
La sede de la familia era el Castillo de Tenczyn (o Castillo de Tęczyn), actualmente en ruinas en el pueblo de Rudno.
Durante El Diluvio, a mediados del siglo XVII, los suecos saquearon el castillo en busca de los tesoros que se rumoreaba que almacenaba allí la familia Tęczyński, dejándolo en ruinas. Fue reconstruido, pero un incendio a mediados del siglo XVIII lo volvió a dejar en ruinas, y no volvió a ser reconstruido.

## Homenajes
El poeta Jan Kochanowski compuso el poema Pamiątka Tęczyńskiemu [En memoria de Tęczyński]. El escritor polaco Józef Ignacy Kraszewski dedicó una de sus obras a la familia: Tęczyńscy: dramat historyczny w pięciu aktach prozą [Los Tęczyński: drama histórico en cinco actos en prosa] (1844).

## Miembros notables
- Nawój z Morawicy (f. 1331), castellano de Cracovia;
- Andrzej Tęczyński (d. 1369), voivoda de Cracovia;
- Jan Tęczyński (d. 1405), starosta y castellano de Cracovia, consejero próximo a Vladislao II Jagellón;
- Andrzej Tęczyński (f. 1461)
- Jan Tęczyński (d. 1470), castellano de Cracovia, voivoda de Cracovia y Lublin;
- Sędziwój Tęczyński (f. 1479), rector of the Cracow Academy
- Zbigniew Tęczyński (f. 1498), consejero de Casimiro IV Jagellón
- Andrzej Tęczyński (f. 1536), castellano de Cracovia, voivoda de Cracovia, Lublin y Sandomierz, conde
- Andrzej Tęczyński (f. 1561), voivoda de Cracovia y Lublin
- Jan Magnus Tęczyński (f. 1637), voivoda de Cracovia y Rutenia